# Берестейський район
Берестейський район (біл. Брэсцкі раён) — адміністративно-територіальна одиниця у складі Берестейської області Білорусі. Адміністративний центр — місто Берестя. Утворений 15 січня 1940 року.
Район повністю належить до української етнічної території та є частиною Берестейщини.

## Географія
Район розташований на південному заході Білорусі, межує з Жабинківським, Кам'янецьким і Малоритським районами Берестейської області, з Республікою Польща (140 км кордону) і Україною (37 км кордону).
Площа — 1,6 тис. кв. км. Протяжність району з півночі на південь — 100 км, із заходу на схід — 35 км. Загальна протяжність меж становить 387 км.
Велика частина території району знаходиться в межах Берестейського Полісся, північна частина — на Прибузькій рівнині. Переважають висоти 130—150 м над рівнем моря, максимальна відмітка — 186,1 м (біля села Запілля).
Середня температура січня − 4,5 °C, липня 18,4 °C. Опадів випадає 608 мм в рік. Вегетаційний період 208 діб.
У районі розвідані крупні запаси глин і суглинків (Шебринське, Вичулковське і Гершоно-Мітьковське родовища), гравію, гальки, піску (Мухавецьке родовище), крейди, торфу.
Найбільша річка — Західний Буг з притоками Лєсная, Мухавець, Спановка, Середова Річка. Озера: Селяховське, Рогознянське, Біле, Меднянське.
Ліси займають 36,5 % території, переважають соснові, чорновільхові, березові ліси, створюючи крупні масиви, — Тельмінський, Мухавецький, Білоозерський і інші. Під болотами 3,1 % площі.
На території району росте 685 видів вищих судинних рослин, зокрема: деревні форми — 25 видів, чагарники — 32 види. Ростуть 28 рідкісних видів рослин і грибів, включених в Червону книгу Білорусі, зокрема: чистоуст величава або королівська папороть, гвоздика картузіанська, кадило сарматське, касатик сибірський, лілія кучерява, плющ звичайний, слива колюча або терен, сальвінія плаваюча, латаття біле, веселка звичайна.
Біологічний заповідник республіканського значення Селяхи, ландшафтний — Прибузьке Полісся. Мисливські угіддя району належать Берестейському мисливському господарству БООР, Берестейському мисливському господарству Білоруського військового мисливського товариства і мисливському господарству товариства «Динамо» — Селяхи".
Ботанічні пам'ятки природи республіканського значення:
- Лютовські буки (село Люта);
- Меднянський ялинник (Меднянське лісництво);
- дуб і ялина біля Берестя.

## Адміністративний устрій
До складу району входять селище міського типу Домачеве та 152 сільських населених пункти. Адміністративно район розділений на 11 сільських рад: Домачевську, Знам'янську, Клейниківську, Лищицьку, Мотикальську, Мухавецьку, Радваницьку, Тельмінську, Томашівську, Чорнавчицьку та Чернинську. 17 вересня 2013 року була ліквідована Страдецька сільська рада, а її населенні пункти передані у підпорядкування Знам'янській сільраді. Домачевська селищна рада була реорганізована у Домачевську сільську раду.

## Історія
Район утворений 15 січня 1940 року. Під час Другої світової війни та післявоєнної української збройної боротьби проти радянської окупаційної влади район належав до Берестейського надрайону («Круча») Берестейського окружного проводу ОУН.

## Населення
Населення на 2005 рік — 43,6 тисяч чоловік, міського (без урахування міста Берестя) 1,4 тисячі чоловік. Середня щільність 28 чоловік на 1 км².

### Національний склад
Білоруси становлять 83 % від загальної чисельності населення, росіяни — 8 %, українці — 7 %, поляки — 1 %. Живуть представники трьох релігійних концесій: православ'я, католицизму, протестантизму.
|                        | населення | білоруси | росіяни | українці | поляки | вірмени |
| смт. Домачеве          | 1305      | 1067     | 133     | 87       | 7      |         |
| Домачевська сільрада   | 1854      | 1640     | 80      | 120      | 2      |         |
| Страдецька сільрада    | 2192      | 1944     | 155     | 77       | 6      |         |
| Знам'янська сільрада   | 3007      | 2675     | 154     | 142      | 11     | 3       |
| Клейниковська сільрада | 2226      | 1905     | 162     | 113      | 25     |         |
| Лищицька сільрада      | 4328      | 3195     | 520     | 500      | 34     | 22      |
| Мотикальська сільрада  | 6568      | 5434     | 600     | 401      | 56     | 15      |
| Мухавецька сільрада    | 3116      | 2651     | 281     | 143      | 14     | 2       |
| Радваницька сільрада   | 1071      | 854      | 78      | 100      | 4      | 19      |
| Тельмінська сільраад   | 3010      | 2608     | 223     | 126      | 28     | 4       |
| Томашівська сільрада   | 2413      | 1957     | 107     | 328      | 8      |         |
| Чернавчицька сільрада  | 4582      | 3732     | 376     | 306      | 116    | 9       |
| Чернинська сільрада    | 3754      | 3068     | 337     | 289      | 27     | 7       |
| Берестейський район    | 39426     | 32730    | 3206    | 2732     | 338    | 81      |

|                        | білоруси | росіяни | українці | поляки | вірмени |
| смт. Домачеве          | 81,8 %   | 10,2 %  | 6,7 %    | 0,5 %  |         |
| Домачевська сільрада   | 88,5 %   | 4,3 %   | 6,5 %    | 0,1 %  |         |
| Страдецька сільрада    | 88,7 %   | 7,1 %   | 3,5 %    | 0,3 %  |         |
| Знам'янська сільрада   | 89,0 %   | 5,1 %   | 4,7 %    | 0,4 %  | 0,1 %   |
| Клейниковська сільрада | 85,6 %   | 7,3 %   | 5,1 %    | 1,1 %  |         |
| Лищицька сільрада      | 73,8 %   | 12,0 %  | 11,6 %   | 0,8 %  | 0,5 %   |
| Мотикальська сільрада  | 82,7 %   | 9,1 %   | 6,1 %    | 0,9 %  | 0,2 %   |
| Мухавецька сільрада    | 85,1 %   | 9,0 %   | 4,6 %    | 0,4 %  | 0,1 %   |
| Радваницька сільрада   | 79,7 %   | 7,3 %   | 9,3 %    | 0,4 %  | 1,8 %   |
| Тельмінська сільраад   | 86,6 %   | 7,4 %   | 4,2 %    | 0,9 %  | 0,1 %   |
| Томашівська сільрада   | 81,1 %   | 4,4 %   | 13,6 %   | 0,3 %  |         |
| Чернавчицька сільрада  | 81,4 %   | 8,2 %   | 6,7 %    | 2,5 %  | 0,2 %   |
| Чернинська сільрада    | 81,7 %   | 9,0 %   | 7,7 %    | 0,7 %  | 0,2 %   |
| Берестейський район    | 83,0 %   | 8,1 %   | 6,9 %    | 0,9 %  | 0,2 %   |

### Мовний склад
Рідна мова населення за переписом 2009 року:
|                        | населення | білоруська | російська | українська | польська |
| смт. Домачеве          | 1 305     | 568        | 705       | 23         | 1        |
| Домачевська сільрада   | 1 854     | 952        | 830       | 68         | 0        |
| Страдецька сільрада    | 2 192     | 688        | 1 448     | 42         | 1        |
| Знам'янська сільрада   | 3 007     | 1 755      | 1 092     | 83         | 2        |
| Клейниковська сільрада | 2 226     | 483        | 1 652     | 52         | 4        |
| Лищицька сільрада      | 4 328     | 1 829      | 2 174     | 240        | 10       |
| Мотикальська сільрада  | 6 568     | 2 092      | 4 148     | 154        | 4        |
| Мухавецька сільрада    | 3 116     | 1 427      | 1 598     | 58         | 1        |
| Радваницька сільрада   | 1 071     | 738        | 222       | 59         | 1        |
| Тельмінська сільрада   | 3 010     | 800        | 2 130     | 45         | 2        |
| Томашівська сільрада   | 2 413     | 1 177      | 1 066     | 145        | 1        |
| Чернавчицька сільрада  | 4 582     | 2 146      | 2 230     | 140        | 15       |
| Чернинська сільрада    | 3 754     | 1 291      | 2 321     | 100        | 3        |
| Берестейський район    | 39 426    | 15 946     | 21 616    | 1 209      | 45       |
|                        |           |            |           |            |          |

|                        | білоруська | російська | українська | польська |
| смт. Домачеве          | 43,5 %     | 54,0 %    | 1,8 %      | 0,1 %    |
| Домачевська сільрада   | 51,3 %     | 44,8 %    | 3,7 %      | 0,0 %    |
| Страдецька сільрада    | 31,4 %     | 66,1 %    | 1,9 %      | 0,0 %    |
| Знам'янська сільрада   | 58,4 %     | 36,3 %    | 2,8 %      | 0,1 %    |
| Клейниковська сільрада | 21,7 %     | 74,2 %    | 2,3 %      | 0,2 %    |
| Лищицька сільрада      | 42,3 %     | 50,2 %    | 5,5 %      | 0,2 %    |
| Мотикальська сільрада  | 31,9 %     | 63,2 %    | 2,3 %      | 0,1 %    |
| Мухавецька сільрада    | 45,8 %     | 51,3 %    | 1,9 %      | 0,0 %    |
| Радваницька сільрада   | 68,9 %     | 20,7 %    | 5,5 %      | 0,1 %    |
| Тельмінська сільраад   | 26,6 %     | 70,8 %    | 1,5 %      | 0,1 %    |
| Томашівська сільрада   | 48,8 %     | 44,2 %    | 6,0 %      | 0,0 %    |
| Чернавчицька сільрада  | 46,8 %     | 48,7 %    | 3,1 %      | 0,3 %    |
| Чернинська сільрада    | 34,4 %     | 61,8 %    | 2,7 %      | 0,1 %    |
| Берестейський район    | 40,4 %     | 54,8 %    | 3,1 %      | 0,1 %    |

## Транспорт
Через район проходять залізничні колії: Берестя—Мінськ—Москва і Берестя—Лунинець, Білосток—Берестя, Берестя—Ковель, 350 км автодоріг республіканського значення і більше 20 км автодоріг міжнародного значення, вантажна автомагістраль міжнародного значення. Автомобільні дороги сполучають Брест з Барановичами, Пінськом, Каменцем, селом Томашовка. На території району три прикордонних пункта пропуску:
- Козловичі — Кукурики;
- Домачеве — Славатиче;
- Томашовка — Пулемець.

Знаходиться міжнародний аеропорт. Берестя — кінцевий пункт Дніпровсько-Бузького каналу.
Послуги з перевезення пасажирів в районі надають 2 державних підприємства — РУДТП «Автобусний парк № 1 м. Бреста», РУТП «Брествантажавтосервіс». На 2008 рік на 23 приміських маршрутах виконують пасажирські перевезення 58 мікроавтобусів індивідуальних підприємців. На території району знаходиться один автовокзал (м. Берестя) і одна автокаса (с Чернавчиці).

## Економіка

### Промисловість
Промисловий комплекс району представлений такими підприємствами:
- ВАТ «Брестське морозиво»;
- ВАТ «Чернавчицький завод ЗБВ» — з часткою районної комунальної власності;
- ГЛГУ «Брестський лісгосп» — республіканської підлеглості.

На території району розташована вільна економічна зона «Брест» (площа понад 70 км²), перша із створених в республіці і найбільш могутня.
Основним економічним партнером Брестського району в зовнішньоекономічній діяльності є Росія (66,1 % із загального обсягу експорту по району). У товарній структурі експорту переважає продукція харчової промисловості (39,5 %), промислові товари (27,3 %) мінеральні продукти (10,5 %). Найбільшими експортерами є підприємства — резиденти ВЕЗ «Брест».
У промисловому комплексі району працює більше 3,0 тисяч чоловік.

### Сільське господарство
Брестський район є одним з найбільших виробників сільськогосподарської продукції. Його частка в загальному обсязі сільгоспвиробництва Брестської області становить близько 10 %. Площа сільгоспугідь становить 59,0 тисяч га, рілля — 37,6 тисяч га, сінокоси і пастбища — 20,2 тисяч га, з них покращені — 15,8 тисяч га.
У агропромисловий комплекс району входять три відкриті акціонерні товариства, два республіканських унітарних підприємств, три виробничі кооперативи, п'ять комунальних унітарних підприємств і одне сільськогосподарське підприємство Білоруської залізниці. Агрохімічне обслуговування сільськогосподарських організацій проводить ВАТ «Брестський райагросервіс».
Район спеціалізується на виробництві зерна, цукрового буряка, овочів, молока і м'яса.

### Торгівля
На території Берестейського району станом на 2008 рік здійснювали діяльність 103 суб'єкти торгівлі, що мають 194 торгових об'єкта і 34 об'єкти загальнодоступної мережі громадського харчування. Торгові площі становлять 10,7 тисяч м², що відповідає 263 м² на 1 тисячу жителів (при нормативі 260). На 1 тисячу жителів припадає 30 посадочних місць в громадському харчуванні при нормативі 15.
Наявна торгова мережа дозволяє повною мірою забезпечувати населення району всіма соціально значущими товарами. Малонаселені пункти, що не мають стаціонарної торгової мережі, обслуговує 3 автокрамниці, зокрема 2 — Берестейського райпо.
У торговій мережі 62 магазини здійснюють продаж продовольчих товарів (32 %), 57 — непродовольчих (49 з них здійснюють торгівлю спеціалізованими видами товару — автозапчастини, квіти, будівельні матеріали, насіння, металопрокат тощо), 75 мають змішаний асортимент товарів (в основному це магазини Берестейського райпо).

## Соціальна сфера

### Охорона здоров'я
В районі діють:
- Берестейський обласний дитячий центр медичної реабілітації «Томашовка» (біля села Томашовка);
- ТОВ "Берестейське обласне санаторно-курортне підприємство «Брест-агроздравниця»;
- санаторій-профілакторій «Журавинка»;
- санаторій-профілакторій СП ВАТ «Брестгазоапарат» (в селі Вовки);
- туристично-оздоровче приватне дочірнє УП «Біле озеро»;
- бази відпочинку «Березовий гай» в селі Знам'янка, «Селяхи» в селі Селяхи, «Електрон» і «Елма» в селищі Біле Озеро.

Сільський населення району отримує медичну допомогу через 19 фельдшерсько-акушерських пунктів, 12 амбулаторій, три сільські дільничі лікарні і через вузькоспеціалізовані міські лікарні (Берестейська міська лікарня, Берестейська міська лікарня швидкої медичної допомоги, Центральна міська лікарня).
У районі курорт місцевого значення «Озеро Біле», зони відпочинку місцевого значення — Піски, Семисосни, Велике Поле.

### Освіта
Районна система освіти об'єднує 16 середніх шкіл, 8 базових шкіл, 18 дошкільних установ (з них 2 сади-школи), центр позашкільної роботи, дитячий-юнацький клуб фізичної підготовки, дитячий центр юнацького туризму і екскурсій, 2 навчально-виробничих комбінати, центр коректувально-розвивального навчання і реабілітації. В цілому в них щорічно навчаються близько 5,5 тисяч дітей.

### Спорт
Для занять фізичною культурою і спортом в Брестському районі є 112 спортивних споруд. Це:
- 5 стрілецьких тирів;
- 26 спортивних залів;
- 50 плоских спортивних споруд;
- 1 басейн, 4 міні-басейна;
- стадіон;
- 25 фізкультурно-оздоровчих кімнат.

Для занять фізичною культурою і спортом в Берестейському районі діють підліткові спортивні клуби «Зміна» (футбол), спортивний клуб карате Кекусинкай «Канку», клуб по рукопашному бою і деякі інші.

## Культура
Культурний дозвілля і вільний час мешканці району проводять в 101 установі культури: в бібліотеках, клубах, школах мистецтв. При клубних закладах працює 230 гуртків та аматорських об'єднань. 13 колективів зі званням «Народний» та «Зразковий». Найбільш відомі і сильні колективи: ансамбль народної пісні «Спадщина» Тельмовського КФОР, народний ансамбль музики та пісні «Остромечевські Лявони», народний ансамбль пісні «Медуніци» Клейніковського будинку культури, народний чоловічий вокальний ансамбль «Благовіст» Чернавчицького КФОР.

### Культурні пам'ятки
На території Берестейського району під охороною держави знаходиться 112 пам'яток. Серед них 83 пам'ятки історії, 21 пам'ятка архітектури і 8 пам'яток археології. Хранителями матеріальної та духовної спадщини Брестчини є 7 громадських музеїв. Найбільш великі колекції музеїв Домачевської, Медновської, Радваницької, Збироговської шкіл розповідають про бойову діяльність і подвиги воїнів Радянської Армії і партизан. Одним з найзнаменитіших музеїв району та області є музей космонавтики Томашівської середньої школи, присвячений першому білоруському космонавту Петру Іллічу Климуку.

#### Пам'ятки архітектури
Збереглися пам'ятки архітектури:
- Аркадіївська Свято-Афанасіївська церква в селі Аркадія;
- Вельямовицька Свято-Вознесенська церква;
- Вістицький костьол Пресвятої Трійці;
- Гершонська Свято-Рождество-Богородицька церква, фортечний форт (1878—1888 років) в селі Гершони;
- Свято-Ільїнська церква (кінець 18 — початок 19 століття) в селі Дубок;
- Збирогська Свято-Параськево-П'ятницька церква, Малощитниковська Свято-Покровськая церква, Свято-Успенська церква (1875) в селі Малі Зводи;
- Покривська Свято-Покровськая церква, Ськоковська садиба, Свято-Параськево-П'ятницька церква (1881) і садибний будинок (кінець 19 — початок 20 століття) в селі Сичі;
- Свято-Параськево-П'ятницька церква (1733) в селі Теребунь;
- Чернавчицька Свято-Параськево-П'ятницька церква, Чернавчицкий костьол Пресвятої Трійці, Черська Свято-Михайлівська церква і дзвіниця, Свято-Пречистенська церква (1793) в селі Щебрин;
- Шумаковська Спасо-Преображенська церква.

## Персоналії
На території району народились:
- Казимир Лищинський — мислитель, громадський діяч, педагог (село Лищинці). В селі Малі Щитники йому встановлений пам'ятний знак;
- Немцевич Юліан Урсин — письменник, політичний діяч Речі Посполитої, історик (село Скоки).